# Падовка (приток Чёрненькой)
Падовка — река в России, протекает по Самарской области. Устье реки находится в 45 км от устья Чёрненькой по правому берегу. Длина реки составляет 13 км, площадь водосборного бассейна — 182 км².

## Этимология
Существует версия о том, что название связано со словами падина (лощина) и падь (глубокий овраг, ложбина).

## Данные водного реестра

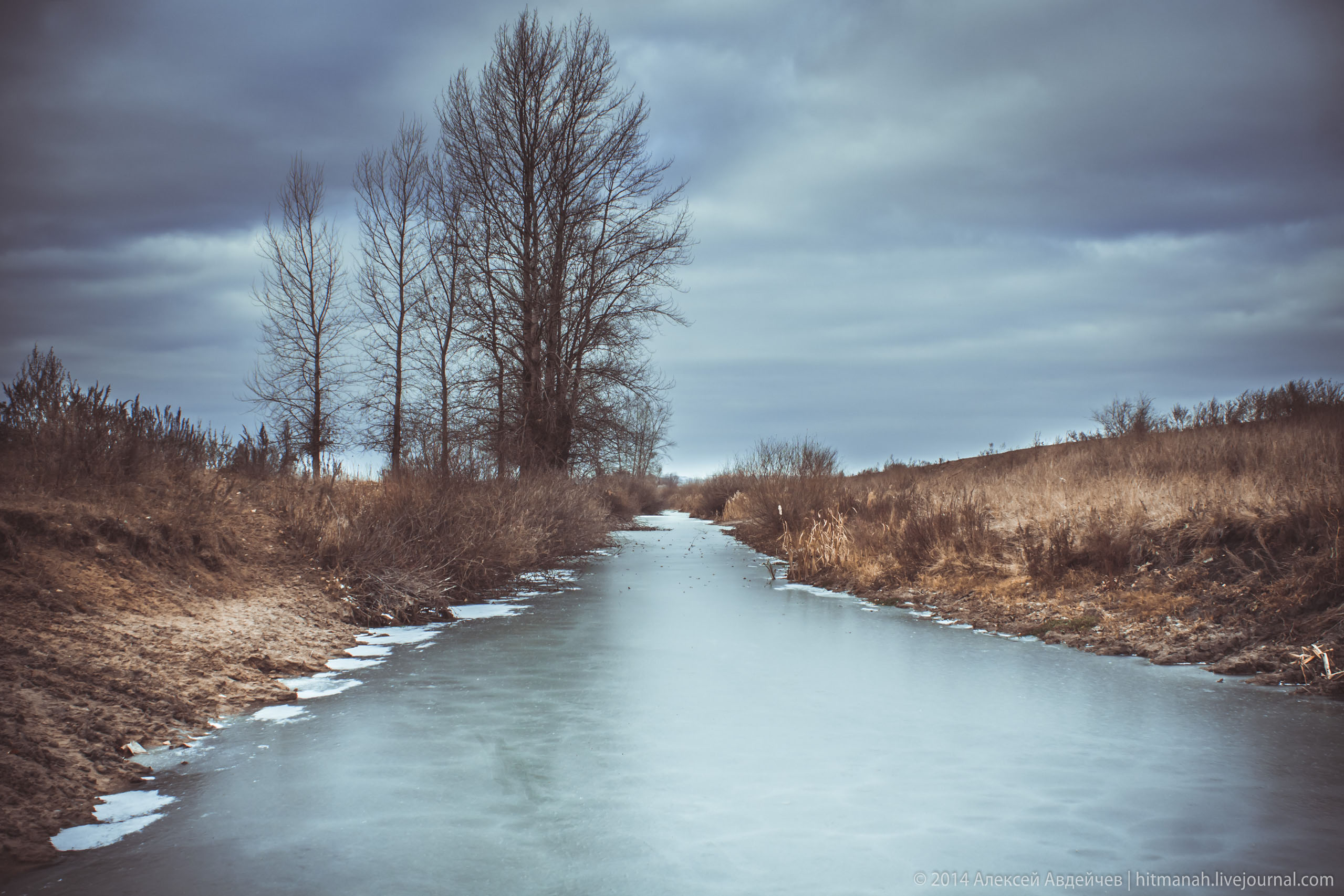
Замерзшая река Падовка, Самарская область

По данным государственного водного реестра России относится к Нижневолжскому бассейновому округу, водохозяйственный участок реки — Волга от Куйбышевского гидроузла до Саратовского гидроузла, без рек Сок, Чапаевка, Малый Иргиз, Самара и Сызранка. Речной бассейн реки — Волга от верхнего Куйбышевского водохранилища до впадения в Каспий.
Код объекта в государственном водном реестре — 11010001512112100009316.